# Ladislav Juhász
Ladislav Juhász (* 24. února 1946) byl československý politik ze Slovenska maďarské národnosti a bezpartijní poslanec Sněmovny národů Federálního shromáždění za normalizace.

## Biografie
K roku 1976 se profesně uvádí jako dělník. Ve volbách roku 1976 zasedl do slovenské části Sněmovny národů (volební obvod č. 122 - Jesenské, Středoslovenský kraj). Ve Federálním shromáždění setrval do konce funkčního období, tedy do voleb roku 1981.